# Lotto-Caloi/1993
Deze pagina geeft een overzicht van de Lotto-Caloi wielerploeg in  1993.

## Algemene gegevens
Sponsors: Belgische Nationale Loterij, Caloi (fietsmerk), Belgacom*
Ploegleiders: Jean-Luc Vandenbroucke, Jef Braeckevelt
Fietsmerk: Caloi
*Tijdens Ronde van Frankrijk, Parijs-Roubaix en Luik-Bastenaken-Luik

## Renners
| Naam                           | Geboortedatum | Nationaliteit | Ploeg 1992      |
| ------------------------------ | ------------- | ------------- | --------------- |
| Serge Baguet                   | 18-08-1969    | België        |                 |
| Mario De Clercq                | 05-03-1966    | België        | Buckler         |
| Peter De Clercq                | 02-07-1966    | België        |                 |
| Tom Desmet                     | 29-11-1969    | België        | Tulip Computers |
| Jean-Pierre Dubois             | 01-07-1969    | België        |                 |
| Peter Farazijn                 | 27-01-1969    | België        | Team Telekom    |
| Herman Frison                  | 16-04-1961    | België        | Tulip Computers |
| Stéphane Hennebert             | 02-06-1969    | België        |                 |
| Pierre Herinne                 | 09-09-1968    | België        |                 |
| Bart Leysen                    | 10-02-1969    | België        |                 |
| Wanderley Magalhães Azevedo    | 08-10-1966    | Brazilië      | Neoprof         |
| Jan Nevens                     | 26-08-1959    | België        |                 |
| Peter Roes                     | 04-05-1964    | België        |                 |
| Luc Roosen                     | 17-09-1964    | België        | Tulip Computers |
| Jim Van De Laer                | 11-04-1968    | België        | Tulip Computers |
| Frank Van Den Abeele           | 03-01-1966    | België        |                 |
| Peter Van Petegem              | 18-01-1970    | België        | PDM-Concorde    |
| Rik Van Slycke                 | 03-02-1963    | België        |                 |
| Michel Vanhaecke               | 24-09-1971    | België        |                 |
| Marc Wauters                   | 23-02-1969    | België        |                 |
| Stagiairs                      |               |               |                 |
| Nico Mattan (stagiair)         | 17-07-1971    | België        |                 |
| Kurt Van De Wouwer (stagiair)  | 24-09-1971    | België        |                 |
| Frank Vandenbroucke (stagiair) | 06-11-1974    | België        |                 |

## Belangrijke overwinningen
| Ster van Bessèges 5e etappe: Jean-Pierre Dubois Omloop Mandel-Leie-Schelde Frank Van Den Abeele GP Stad Zottegem Pierre Herinne Druivenkoers Overijse Herman Frison Kellogg's Tour of Britain 2e etappe: Serge Baguet 4e etappe: Peter De Clercq GP Briek Schotte Bart Leysen Belgisch kampioenschap tijdrijden voor elite zonder contract Nico Mattan |